# Argelès-Bagnères
Argelès-Bagnères  là một xã thuộc tỉnh Hautes-Pyrénées trong vùng Occitanie tây nam nước Pháp. Khu vực này có độ cao trung bình mét trên mực nước biển.